# Bruno Eichhorn
Bruno Ambrosius Friedrich August Eichhorn (* 26. Februar 1864 in Köln; † 9. Januar 1926 in Baden-Baden) war ein preußischer Verwaltungsbeamter und Landrat der Kreise Merzig, Krefeld und Neuß.

## Leben

### Herkunft und Ausbildung
Bruno Eichhorn wurde als Sohn des Appellationsgerichtsrats und zuletzt Landgerichtspräsidenten in Trier, Georg Friedrich Eichhorn (* 15. September 1809 in Trier; † 1. Oktober 1886 ebenda) und dessen Ehefrau Cäcilie Eichhorn, geborene Heffter (* 21. Februar 1840 in Berlin; † 27. März 1908 in Trier), geboren. Nach anfänglichem Privatunterricht besuchte er zunächst das Friedrich-Wilhelm-Gymnasium in Köln und nach dem Dienststellenwechsel des Vaters, das Gymnasium in Trier, wo er zu Ostern 1882 die Reifeprüfung ablegte. Nachfolgend nahm er ein Studium der Rechtswissenschaften in Heidelberg, Berlin und Bonn auf, das er mit Ablegung der ersten juristischen Staatsprüfung am 13. Juli 1885 bei dem Oberlandesgericht in Köln, welches 1879 aus dem Appellationsgerichtshof hervorgegangen war und dem das Landgericht Trier unterstand, abschloss. Unterbrochen wurde seine Studienzeit durch die Ableistung seiner Militärpflicht als Einjährig-Freiwilliger vom 1. Oktober 1882 bis zum 1. Oktober 1883 im 1. Garde-Dragoner-Regiment in Berlin. In Heidelberg wurde er 1882 Mitglied der Burschenschaft Vineta Heidelberg.
Seine juristische Ausbildung setzte er nach seiner Ernennung zum Gerichtsreferendar (21. Juli 1885; Vereidigung am 28. Juli) am Landgericht Trier fort. Mit seinem Eintritt in den Preußischen Verwaltungsdienst wechselte er am 8. September 1887 als Regierungsreferendar an die Königlich Preußische Regierung in Magdeburg. Es folgte die Ablegung der großen Staatsprüfung am 22. November 1890 mit der anschließenden Ernennung zum Regierungsassessor und Überweisung als Hilfsarbeiter an das Landratsamt des Landkreises Aachen und von dort am 23. September 1893 in gleicher Funktion an die Königlich Preußische Regierung in Koblenz.

### Werdegang
Nach dem Tod des erst 35-jährigen Landrats des Kreises Merzig Harry Böninger am 31. Mai 1894 wurde Eichhorn am 13. Juli kommissarisch mit der Verwaltung des Landratsamtes beauftragt. Seine definitive Bestallung mit Wirkung zum 1. März folgte am 18. Februar 1895. Während seiner achtzehnjährigen Tätigkeit an der Saar gehörte er von 1909 bis 1912 auch dem Preußischen Landtag an. Als Eichhorn schließlich mit Erlass vom 22. Juni 1912 erneut kommissarisch mit der Übernahme eines Landratsamtes betraut wurde, folgte er wieder auf einen zuvor im Dienst verstorbenen Kollegen. Sein Vorgänger in der Verwaltung des Kreises Krefeld, Karl Limbourg war am 26. Mai 1912 nach 24-jähriger Tätigkeit gestorben. Seine definitive Ernennung zum Landrat in Krefeld erhielt Eichhorn per Allerhöchster Kabinettsorder vom 6. Januar 1913. Während seiner Krefelder Amtsjahre wurde ihm am 12. Januar 1914 der Charakter als Geheimer Regierungsrat verliehen.  Im Laufe des Ersten Weltkriegs versah er zudem von Dezember 1916 bis November 1918 vertretungsweise die Verwaltung des benachbarten Landratsamts Neuss, nachdem der bisher dort tätige Landrat Alexander von Brandt zum 1. Dezember 1916 als Oberregierungsrat an die Königlich Preußische Regierung in Düsseldorf versetzt worden war.
Mit Bestallung vom 7. November 1919 und unter gleichzeitiger Beförderung zum Oberregierungsrat bei der Regierung Trier wurde Eichhorn schließlich sein letzter Dienstort zugewiesen. Seine neue Stellung am 2. März 1920 antretend, fand er eine Verwaltung vor, die auf Grund der Abtrennung des Saargebietes in Folge der Beschlüsse des Friedensvertrags von Versailles ein deutlich verkleinertes Territorium zu verwalten hatte. Noch unter dem Trierer Regierungspräsidenten Johannes Fuchs erhielt Eichhorn am 22. Februar 1922 seine Ernennung zum Vize-Regierungspräsident und somit zu dessen Vertreter. Er blieb auch in diesem Rang, als im Oktober 1922 in Konrad Saaßen, sein Nachfolger als Krefelder Landrat, nun sein Vorgesetzter in Trier wurde. Wie dieser wurde er jeder kurz darauf während der Rheinlandbesetzung durch die Interalliierte Rheinlandkommission vom 24. Januar 1923 bis Oktober 1924 ausgewiesen. Während dieser Phase erkrankte Eichhorn, weshalb er seinen Dienst nicht mehr aufnehmen konnte und zum 1. Oktober 1925 aus Gesundheitsgründen in den Ruhestand versetzt wurde. Drei Monate darauf starb er in Baden-Baden.

## Familie
Der Katholik und promovierte Jurist Bruno Eichhorn heiratete am 22. Juni 1894 in Trier Dorothea Julie Emma Solf (* 29. September 1871 in Köln; † 14. November 1964 in Freiburg im Breisgau), eine Tochter des Bankiers August Solf und dessen Ehefrau Maria Solf, geborene Bürgers. Eichhorn war der Neffe vom Berliner Gerichtsassessor Wilhelm Ludwig Alexander Victor Eichhorn und der Bruder vom Trierer Amtsgerichtsrat Stephan Friedrich Willibrord Eichhorn.

## Ehrungen
- 1908: Roter Adlerorden 4. Klasse[1]